# Olesicampe pteronideae
Olesicampe pteronideae är en stekelart som först beskrevs av Sievert Allen Rohwer 1915.  Olesicampe pteronideae ingår i släktet Olesicampe och familjen brokparasitsteklar. Inga underarter finns listade i Catalogue of Life.